# Momčilo Gavrić
Momčilo Gavrić (en alfabet ciríl·lic serbi: Момчило Гаврић; 1 de maig de 1906 – 28 d'abril de 1993) va ser el soldat més jove conegut en la Primera Guerra Mundial. Va ser acceptat a la seva unitat a l'edat de set anys, i va ascendir al rang de caporal als vuit anys.

## Biografia
Va néixer a Trbušnica, prop de Loznica, als vessants de la muntanya Gučevo, com el vuitè fill d'onze, en la família d'Alimpije i Jelena Gavrić.

### La Primera Guerra Mundial
A principis d'agost de 1914, els soldats austrohúngars van matar el seu pare, la seva mare, la seva àvia, les seves tres germanes i quatre dels seus germans. La seva casa va ser incendiada. Momčilo va sobreviure perquè no estava a casa quan va passar; abans, el seu pare l'havia enviat a casa del seu oncle.

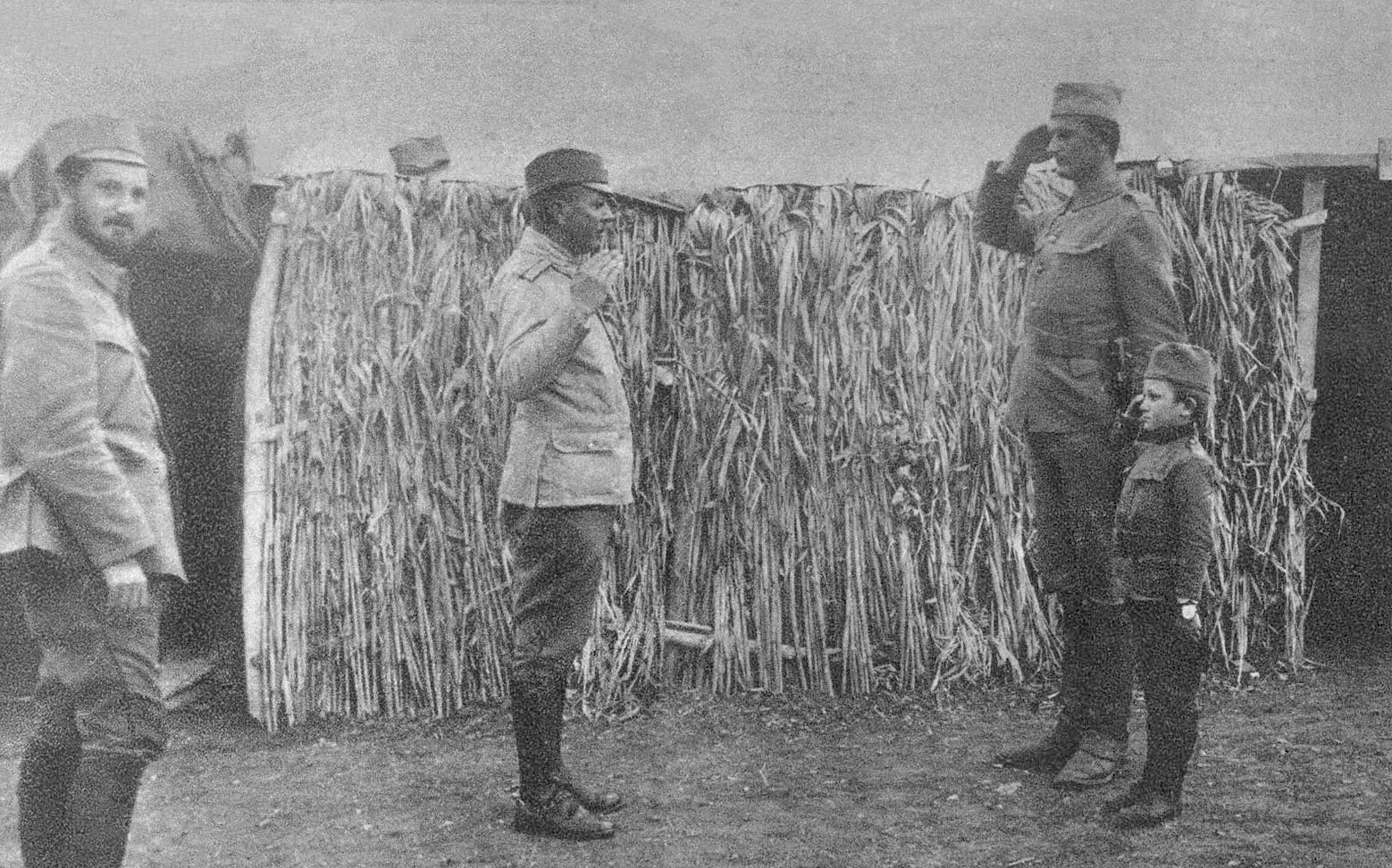
Momčilo Gavrić i un altre soldat donant novetats al major Stevan Tucović, 1916

Sense família i sense casa, Momčilo va anar a buscar la 6a divisió d'artilleria de l'exèrcit serbi, que en aquell moment estava a prop de Gučevo. El major Stevan Tucović, germà de Dimitrije Tucović, va acceptar a Gavrić a la seva unitat després d'escoltar sobre el que havia passat, i va assignar a Miloš Mišović, un soldat de la unitat, que fos el mainader de Gavrić. El mateix vespre, Momčilo es va venjar mostrant a la seva unitat la ubicació dels soldats austrohongaresos i va participar en el bombardeig, tal com va dir el seu fill Branislav Gavrić en una entrevista.
Als 8 anys, després de la batalla de Cer, va ser ascendit al rang de caporal pel comandant de la seva unitat, i se li va donar un uniforme militar.
Quan la seva unitat va ser enviada a Tessalònica, el comandant Tucović el va enviar a Sorovits, on va passar ràpidament per l'equivalent a quatre graus d'educació primària.
A la batalla de Kajmakčalan, el mariscal de camp Živojin Mišić va quedar sorprès quan va veure un noi uniformat de deu anys a les trinxeres. El major Tucović li va explicar la situació; que Gavrić havia estat amb ells des de la batalla de Cer, que era molt disciplinat, i que va ser ferit durant el seu temps a la unitat. Mišić va ascendir Gavrić a sotstinent, i es va llegir l'ordre a tota la divisió.

### Després de la guerra
Després de l'alliberament de Belgrad, el major Tucović es va assegurar que Gavrić rebria ajudes d'una missió britànica que ajudava els orfes de guerra a Sèrbia. Va ser enviat a Anglaterra i va acabar la seva educació a l'Escola Henry Wreight de Faversham, Kent (actualment fusionat amb Queen Elizabeth's Grammar School, Faversham), graduant-se el 1921. Va tornar a Sèrbia el mateix any, després que el primer ministre serbi, Nikola Pašić, ordenès el retorn de tots els nens a Sèrbia. A Trbušnica, es va reunir amb els seus tres germans que havien sobreviscut als assassinats en 1914.
Segons el seu fill Branislav, Momčilo Gavrić va tenir un incident amb la llei el 1929. Treballava a Šabac i Belgrad quan va arribar a l'edat de la conscripció. Al quarter militar de Slavonska Požega va informar que ja havia estat a l'exèrcit durant la guerra. També va dir que ser ferit i havia rebut la Medalla commemorativa albanesa. Tanmateix, un soldat d'ètnia croata de l'Exèrcit Reial Iugoslau va tractar d'obligar a Gavrić a signar una confessió de que li havia dit una mentida. Es va negar, i va ser enviat a la presó, passant dos mesos allà. Després d'un altre període de servei militar, va tornar a Belgrad, on va aprendre el disseny gràfic i va obtindre la seva llicència de conduir. Allí, també es va casar amb la seva esposa Kosara, amb qui va treballar al molí de paper Vapa.
Branislav Gavrić també va dir que durant la Segona Guerra Mundial, Momčilo va ser empresonat dues vegades per les forces d'ocupació alemanyes. Després de la guerra, el 1947, l'OZNA el va arrestar per afirmar que els albanesos no eren germans dels serbis i dient que «sentia que la seva germanor en 1915, quan ens estaven matant», durant un moment en què els presidents d'Iugoslàvia i Albània (Josip Broz Tito i Enver Hoxha) eren grans amics.
El 1987, va participar en un documental iugoslau sobre les seves experiències durant la Primera Guerra Mundial.
Momčilo Gavrić va morir a Belgrad el 1993.

## El seu llegat
Hi ha memorials dedicats a ell a l'illa de Corfú i al Museu Jadar de Loznica.
El 2014, es va posar el seu nom a un carrer de Loznica.
El 2 d'abril de 2015, el govern serbi va decidir aixecar un monument a Belgrad dedicat a Gavrić.

## Galeria d'imatges

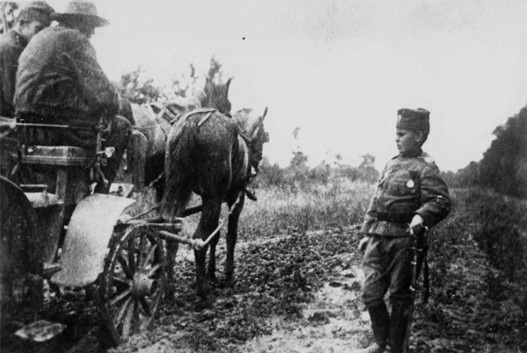
Fotografia de la Primera Guerra Mundial amb Momčilo Gavrić, 1914
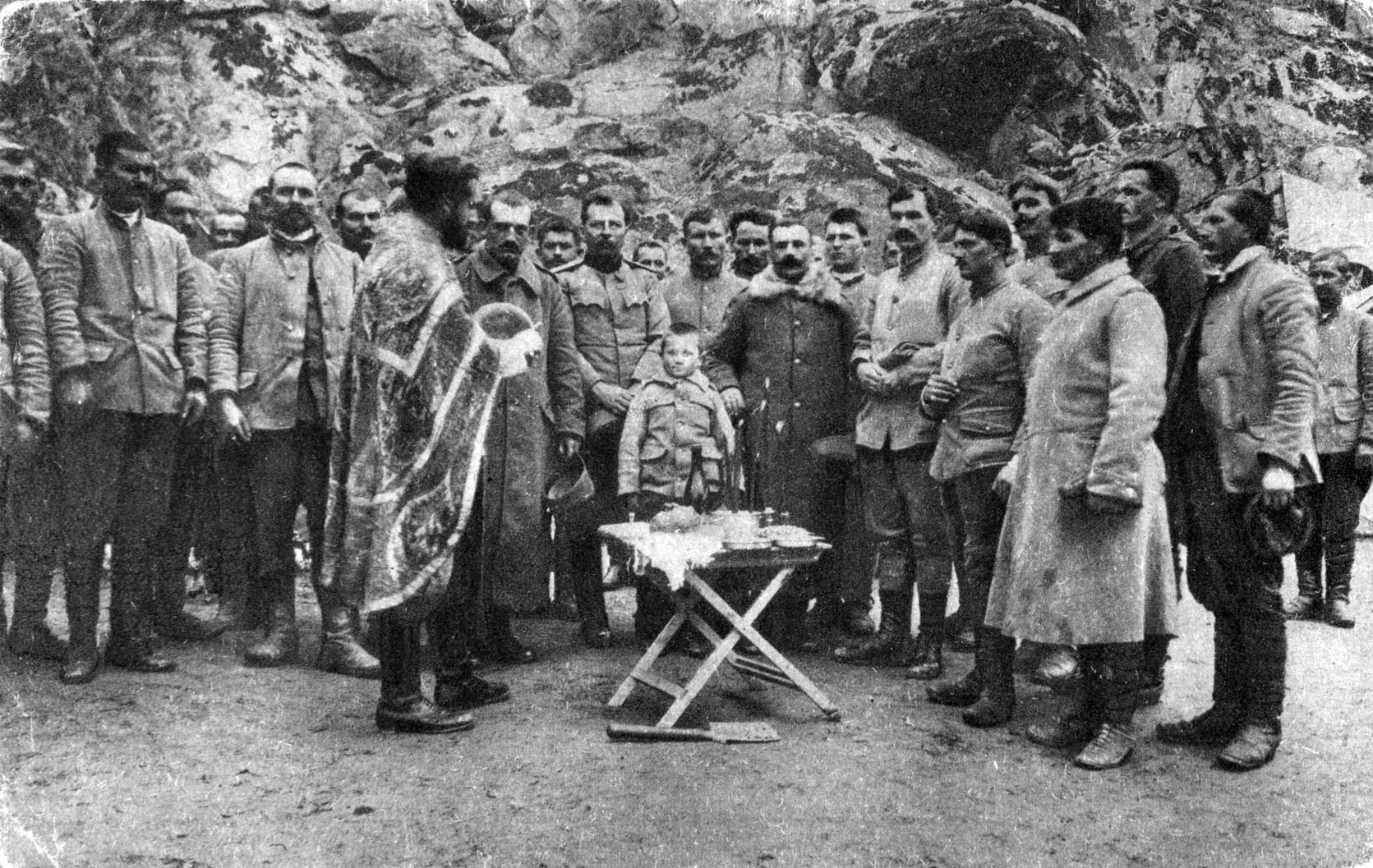
Momčilo Gavrić amb altres soldats serbis
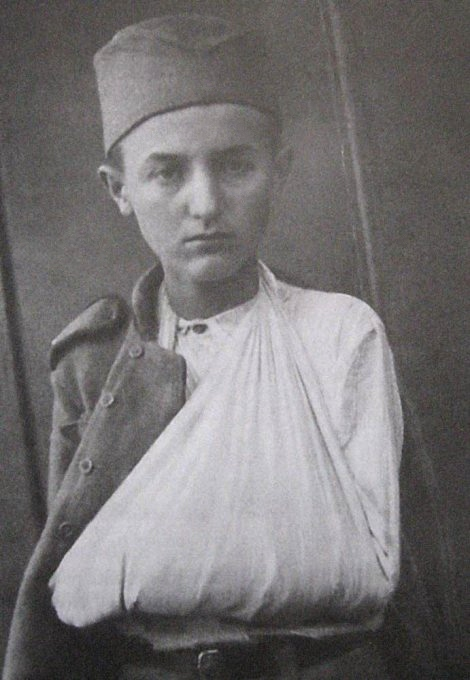
Fotografia de Momčilo Gavrić amb una ferida al braç, 1918
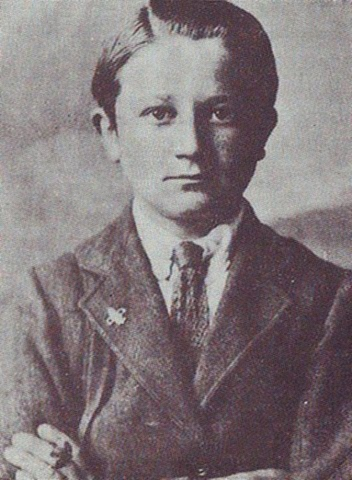
Retrat de graduació en Faversham, Kent, 1921
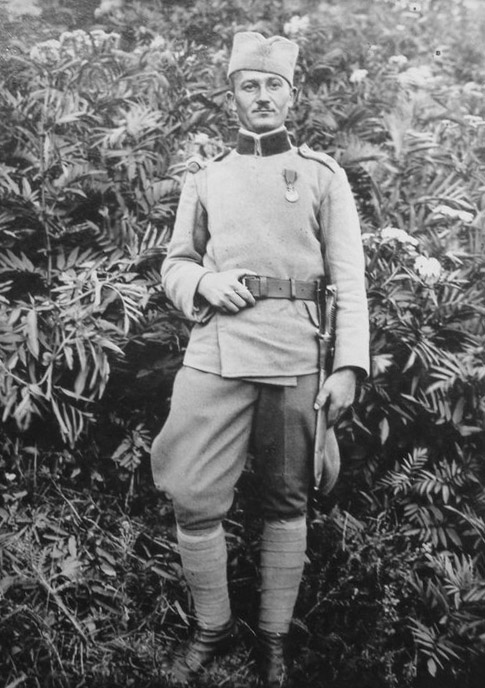
Fotografia posterior a la guerra de Momčilo Gavrić amb uniforme
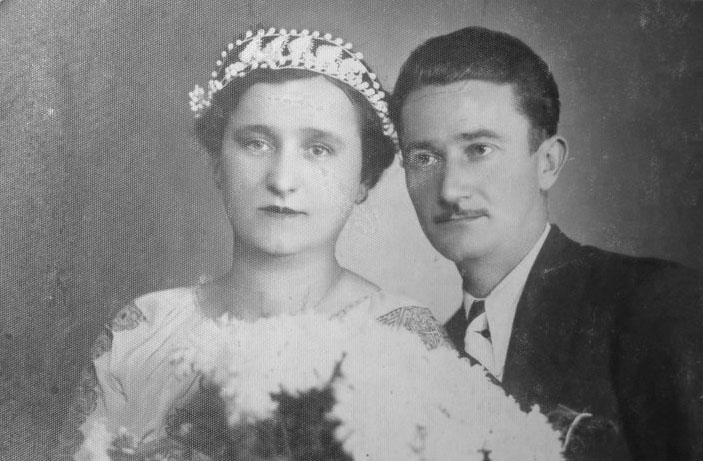
Kosara i Momčilo Gavrić, 1939